# Медељин и Пигва 3. Сексион, Сан Антонио (Сентро)
Медељин и Пигва 3. Сексион, Сан Антонио (шп. Medellín y Pigua 3ra. Sección, San Antonio) насеље је у Мексику у савезној држави Табаско у општини Сентро. Насеље се налази на надморској висини од 6 м.

## Становништво
Према подацима из 2010. године у насељу су живела 4 становника.

### Хронологија
| Година       | 2000            | 2005            | 2010 |
| ------------ | --------------- | --------------- | ---- |
| Становништво | 224 (111 / 113) | 251 (126 / 125) | 4    |

### Попис
| # | Индикатор                     | Вредност |
| - | ----------------------------- | -------- |
| 1 | Укупно домаћинстава           | 4        |
| 2 | Укупно насељених домаћинстава | 1        |
| 3 | Величина локације             | 1        |